# Party Tour
The Party Tour—en español: La fiesta—fue la primera gira mundial realizada por la cantante de pop/rock Pink en 2002 para promocionar su segundo álbum M!Ssundaztood. En esta gira de conciertos, Pink se presentó solo acompañada por su banda - no hubo bailarines en el show - y solo canto dos canciones de su álbum debut Can´t Take Me Home, y la mayor parte de M! Ssundaztood. También realizó versiones de canciones de Janis Joplin, Mary J. Blige y 4 Non Blondes.

## Antecedentes
Después de la promoción de su segundo álbum de estudio,'Missundaztood', Pink dijo que estaba orgullosa del "nuevo" sonido del álbum y fue de gira con su nueva banda.  Pink tuvo el control completo de todos los aspectos de la gira, incluido los actos de apertura y puesta en escena. Durante una entrevista en los premios ESPY, Pink dijo que eligió el grupo de chicas "Candy Ass", porque ella siempre quería estar en una banda de chicas. Más aún, dijo que iba a cubrir canciones de sus inspiraciones musicales, entre ellos 4 Non Blondes, Aerosmith, Janis Joplin, Guns N 'Roses y Mary J. Blige. 
La etapa fue muy simple que consiste en un telón de fondo se asemeja a una pared de ladrillos con un texto grafiti que dice "P!nk", una pantalla de video, luces, instrumentos y un micrófono. La configuración del programa fue diseñado para las discotecas y salas de concierto que tenía un tamaño de la audiencia de 3.000 personas. Durante este tiempo, los compañeros de Pink Britney Spears y Christina Aguilera estaban en los EE. UU. de gira, así como en los estadios deportivos y anfiteatros. Pink dijo:

"Grandes producciones, para mí, son grandes -me encanta ir a Las Vegas y ver los shows- pero creo que a veces es molesto, especialmente cuando usted está allí para escuchar la música que tocaba estaba de gira conNSYNC.  Y yo no sé si eso era apropiado, pero era algo así como un premio de $ 5 millones"

La gira fue patrocinada por Bally Total Fitness.
Durante los ensayos, Pink se puso en contacto con Lenny Kravitz y bromeando dijo que estaba ensayando para ser sus teloneros en su próxima gira por Norteamérica. Ella invitó a la cantante de rock para verla ensayar. También le envió un par de ropa interior negro y rosa, con "The Pink / Lenny Tour" escrito en ellos. Sobre la terminación de sus fechas de América del Norte, Pink continuó de gira por los Estados Unidos como telonero de la gira "Lenny Live ". Una vez que su salida se completa con Kravitz, la cantante emprendió una mini-gira por Europa , visitando Inglaterra, Irlanda y Alemania. Ella continuó su gira en Japón y Nueva Zelanda antes de viajar a Australia con el "Festival de la Rumba"

## Actos de apertura
- Candy Ass (América del Norte)
- Lucky 7 (Hawái)

## Lista de canciones
1. "Most Girls" (Introducción)
2. "Get the Party Started
3. "Missundaztood"
4. "18 Wheeler"
5. "What's Up?"
6. "Dear Diary"
7. "Respect"
8. Medley: "I Love You" / "You're All I Need to Get By"
9. "Janie's Got a Gun"(solo en algunas fechas)/ "Misery"(solo en Pasadena con Steven Tyler)
10. "You Make Me Sick"
11. "Just like a Pill"
12. "Lonely Girl"
13. "Sweet Child o' Mine" (Interludio)
14. "Numb"
15. Medley: "Summertime" / "Piece of My Heart" / "Me and Bobby McGee"
16. "Family Portrait"
17. "My Vietnam" (contiene elementos de "The Star-Spangled Banner")

Encore
1. "Eventually"
2. "There You Go"
3. "Don't Let Me Get Me"

### Nota adicional
Durante un concierto de Pink en Pasadena, cantó "Misery" con Steven Tyler en lugar de Janie's Got a Gun.

## Fechas del tour
| Fecha             | Ciudad               | País           | Lugar                              |
| ----------------- | -------------------- | -------------- | ---------------------------------- |
| América del Norte |                      |                |                                    |
| 2 de mayo         | Phoenix              | Estados Unidos | Web Theatre                        |
| 4 de mayo         | Tucson               | Estados Unidos | AVA Amphitheater                   |
| 5 de mayo         | Las Vegas            | Estados Unidos | Rain in the Desert                 |
| 7 de mayo         | Salt Lake City       | Estados Unidos | Kingsbury Hall                     |
| 9 de mayo         | Denver               | Estados Unidos | Fillmore Auditorium                |
| 10 de mayo        | Bernalillo           | Estados Unidos | Cheenh Lounge                      |
| 12 de mayo        | Austin               | Estados Unidos | Austin Music Hall                  |
| 14 de mayo        | Houston              | Estados Unidos | Aerial Theatre                     |
| 15 de mayo        | Grand Prairie        | Estados Unidos | NextStage                          |
| 18 de mayo        | Orlando              | Estados Unidos | Hard Rock Live                     |
| 19 de mayo        | Fort Lauderdale      | Estados Unidos | Au-Rene Theater                    |
| 22 de mayo        | Atlanta              | Estados Unidos | The Tabernacle                     |
| 25 de mayo        | Hershey              | Estados Unidos | Hershey Star Pavilion              |
| 26 de mayo        | Wallingford          | Estados Unidos | CareerBuilder.com Oakdale Theatre  |
| 28 de mayo        | Nueva York           | Estados Unidos | Beacon Theatre                     |
| 29 de mayo        | Nueva York           | Estados Unidos | Beacon Theatre                     |
| 31 de mayo        | Boston               | Estados Unidos | Orpheum Theatre                    |
| 1 de junio        | Upper Darby Township | Estados Unidos | Tower Theater                      |
| 2 de junio        | East Rutherford      | Estados Unidos | Giants Stadium                     |
| 4 de junio        | Washington D. C.     | Estados Unidos | Nation                             |
| 5 de junio        | Cleveland            | Estados Unidos | Tower City Amphitheatre            |
| 7 de junio        | Pittsburgh           | Estados Unidos | I.C. Light Amphitheater            |
| 9 de junio        | Toronto              | Canadá         | Massey Hall                        |
| 10 de junio       | Detroit              | Estados Unidos | State Theatre                      |
| 12 de junio       | Rosemont             | Estados Unidos | Rosemont Theatre                   |
| 13 de junio       | Minneapolis          | Estados Unidos | Orpheum Theatre                    |
| 15 de junio       | Pasadena             | Estados Unidos | Rose Bowl                          |
| 18 de junio       | Spokane              | Estados Unidos | Spokane Opera House                |
| 19 de junio       | Vancouver            | Canadá         | Orpheum Theatre                    |
| 22 de junio       | Portland             | Estados Unidos | Theatre of Clouds                  |
| 24 de junio       | Santa Rosa           | Estados Unidos | Luther Burbank Center for the Arts |
| 25 de junio       | San Francisco        | Estados Unidos | Warfield Theater                   |
| 28 de junio       | Los Ángeles          | Estados Unidos | Wiltern Theatre                    |
| 29 de junio       | Los Ángeles          | Estados Unidos | Wiltern Theatre                    |
| 30 de junio       | San Diego            | Estados Unidos | Del Mar Arena                      |
| Europa            |                      |                |                                    |
| 5 de noviembre    | Mánchester           | Reino Unido    | Manchester Apollo                  |
| 6 de noviembre    | Dublín               | Irlanda        | Point Theatre                      |
| 8 de noviembre    | Colonia              | Alemania       | E-Werk                             |
| 11 de noviembre   | Birmingham           | Inglaterra     | Carling Academy Birmingham         |
| 12 de noviembre   | Londres              | Inglaterra     | Brixton Academy                    |
| Asia              |                      |                |                                    |
| 19 de noviembre   | Osaka                | Japón          | Koseinenkin Hall                   |
| 21 de noviembre   | Tokio                | Japón          | Tokyo International Forum          |
| 22 de noviembre   | Tokio                | Japón          | Shibuya Public Hall                |
| Australasia       |                      |                |                                    |
| 26 de noviembre   | Dunedin              | Nueva Zelanda  | Dunedin Town Hall                  |
| 27 de noviembre   | Christchurch         | Nueva Zelanda  | Westpac Centre                     |
| 29 de noviembre   | Wellington           | Nueva Zelanda  | Queens Wharf Events Center         |
| 30 de noviembre   | Auckland             | Nueva Zelanda  | Western Springs Stadium            |
| 3 de diciembre    | Perth                | Australia      | Subiaco Oval                       |
| 6 de diciembre    | Adelaida             | Australia      | Adelaide Oval                      |
| 8 de diciembre    | Melbourne            | Australia      | Colonial Stadium                   |
| 10 de diciembre   | Gold Coast           | Australia      | Twin Towns S Club                  |
| 11 de diciembre   | Brisbane             | Australia      | ANZ Stadium                        |
| 12 de diciembre   | Wollongong           | Australia      | Wollongong Entertainment Centre    |
| 14 de diciembre   | Sídney               | Australia      | Stadium Australia                  |
| América del Norte |                      |                |                                    |
| 18 de diciembre   | Honolulu             | Estados Unidos | Blaisdell Arena                    |